# Grenki med
Grenki med je roman Andreja E. Skubica; izšel je leta 1999 pri založbi DZS. 

## Vsebina
V romanu spoznamo skupino Angležev, ki so v Ljubljani zaposleni kot prevajalci, in njihove slovenske sodelavce. Roman se začne s pretepom. Dogajanje se nato preseli v gostilno, kjer se Jana, Brian, Duane, Izidor in Jenny pogovarjajo o službi in ljubezenskih težavah. Jana pove tudi, kako jo je osvajal profesor Hrček. Dogajanje se nato preseli na morje, kjer skupina preživlja enodnevni dopust. Jana pove, da bi se rada maščevala profesorju Hrčku. Spet se preselimo v gostilno, kjer se Jenny, Jana, Duane, Izidor in Brian pogovarjajo o slabih izkušnjah v Sloveniji. Izidor opiše prijatelja Iana, ki je pred dobrim letom delal v Ljubljani. Omeni tudi, da je imel Ian punco Claire. Jenny in Jana na kavi skleneta, da se bosta maščevali profesorju Hrčku. Jenny ga zapelje in zvabi v stanovanje, kjer ga sleče, Jana pa ga fotografira. Duane, Jennyjin fant, v službi po naključju dobi tudi Jennyjin plačilni list, na katerem piše Jenny Claire Donahue.
Druga zgodba je izpoved dekleta z imenom Claire, ki se spominja svojega fanta Iana. Ta je šest mesecev delal v Sloveniji. Po vrnitvi domov, se za Claire ne zmeni kaj dosti, čas raje preživlja s prijatelji. Claire mu prizna, da ga je prevarala, vendar mu razloži, da je to storila, da bi utrdila njuno zvezo. Po prepiru Ian odide, Claire pa odpotuje.
Duane se spominja počitnic, ki jih je preživel s prijateljem Chazom na Škotskem. Nekoč je pogovor nanesel na Iana. Po počitnicah pa prijatelja ohranjata stik predvsem prek elektronskih sporočil. Ko Duane pošlje Chazu sliko, na kateri je skupaj z Jenny, slednji ugotovi, da je Jenny podobna Ianovi bivši punci Claire. Zanimati ju začne, kje je Ian. Na koncu ga Chaz najde v neki bolnišnici, kjer je pristal po hudi nesreči, ki ga je ohromila.